# Karyn Kusama
Karyn K. Kusama, née le 21 mars 1968 à Brooklyn, est une scénariste et réalisatrice américaine pour le cinéma et la télévision.

## Parcours
En 2000, Karyn Kusama est révélée par son premier long métrage comme scénariste et réalisatrice, Girlfight, porté par l'actrice Michelle Rodriguez. Le film remporte le grand prix du jury au festival du film de Sundance. 
Sollicitée par Hollywood, elle réalise en 2005 l'adaptation cinématographique de la série télévisée d'animation Æon Flux, créée par le réalisateur américano-coréen Peter Chung. Le long métrage, porté par Charlize Theron, est éreinté par la critique.
La réalisatrice part mettre en scène des épisodes de la série The L Word, puis se voit cependant confier un second projet, plus indépendant, Jennifer's Body, basé sur un scénario de l'oscarisée Diablo Cody. Cette satire est portée par la jeune star Megan Fox et la valeur montante Amanda Seyfried, dans les rôles d'adolescentes liées par un traité surprenant sur le côté sombre de l'amitié féminine. Le film divise fortement la critique.
Il faut attendre quatre ans pour voir la réalisatrice dévoiler son prochain film, un projet indépendant, The Invitation, thriller intimiste à petit budget, qui sort en 2015. Le long métrage raconte les relations d'un couple après la perte de leur enfant,. Le film est salué par la critique.
Par la suite, elle réalise des épisodes de séries prestigieuses.
En 2017, aux côtés des réalisatrices Annie Clark, Jovanka Vuckovic et Roxanne Benjamin, elle dirige l'un des segments de XX, une anthologie d'horreur exclusivement féminine. Her Only Living Son se veut être une spéculation sur le sort de Rosemary et de son bébé, dont la narration se situe près de 18 années avant le long métrage Rosemary's Baby de Roman Polanski.
L'année 2018 est marquée par la sortie de son cinquième long métrage, le film d'action indépendant Destroyer, porté par Nicole Kidman. Les critiques sont encore une fois très positives.

## Filmographie

### Réalisatrice
- 2000 : Girlfight
- 2005 : Æon Flux
- 2007 : The L Word (série télévisée) épisode 4-10 Little Boy Blue
- 2009 : Jennifer's Body
- 2015 : The Invitation
- 2017 : XX pour le segment Her Only Living Son
- 2018 : Destroyer

### Scénariste
- 2000 : Girlfight

## Distinctions

### Récompenses
- 2000 : Festival de Cannes : Award of the Youth pour Girlfight
- 2000 : Deauville Film Festival, Grand Special Prize pour Girlfight
- 2000 : Flanders International Film Festival, FIPRESCI Prize - Special Mention pour Girlfight
- 2000 : Gotham Awards, Open Palm Award pour Girlfight
- 2000 : Las Vegas Film Critics Society Awards, Sierra Award, Best Female Newcomer pour Girlfight
- 2000 : Sundance Film Festival, Directing Award & Grand Jury Prize, Dramatic pour Girlfight
- 2000 : Festival international de Valladolid, Silver Spike pour Girlfight
- 2015 : Festival international du film de Catalogne : meilleur film pour The Invitation
- 2015 : Festival international du film fantastique de Neuchâtel : Prix du jury de la critique internationale pour The Invitation

### Nominations et sélections
- 2001 : Independent Spirit Awards, Best First Feature pour Girlfight
- 2000 : Flanders International Film Festival, Grand Prix pour Girlfight
- 2000 : Stockholm Film Festival pour Girlfight
- 2000 : Valladolid International Film Festival, Golden Spike pour Girlfight